# آرثر جونسون (راكب الكنو)
آرثر جونسون هو راكب الكنو كندي، ولد في 1 يوليو 1921، وتوفي في 12 سبتمبر 2003.

## وصلات خارجية
- آرثر جونسون على موقع أوليمبيديا (الإنجليزية)